# Saturn Award per il miglior film di fantascienza
Il Saturn Award per il miglior film di fantascienza (Best Science Fiction Film) è un premio assegnato annualmente nel corso dei Saturn Awards dal 1973 ad oggi.

## Vincitori

### Anni 1970
- 1973
  - Mattatoio 5 (Slaughterhouse-Five), regia di George Roy Hill
- 1975
  - 2022: i sopravvissuti (Soylent Green), regia di Richard Fleischer
  - Anno 2670 - Ultimo atto (Battle for the Planet of the Apes), regia di Jack Lee Thompson
  - Il giorno del delfino (The Day of the Dolphin), regia di Mike Nichols
  - L'odissea del Neptune nell'impero sommerso (The Neptune Factor), regia di Daniel Petrie
  - Il dormiglione (Sleeper), regia di Woody Allen
  - Beware! The Blob, regia di Larry Hagman
  - Kobra (Sssssss), regia di Bernard L. Kowalski
  - Il mondo dei robot (Westworld), regia di Michael Crichton
- 1976
  - Rollerball, regia di Norman Jewison
  - Un ragazzo, un cane, due inseparabili amici (A Boy and His Dog), regia di L.Q. Jones
  - La fabbrica delle mogli (The Stepford Wives), regia di Bryan Forbes
- 1977
  - La fuga di Logan (Logan's Run), regia di Michael Anderson
  - Embryo, regia di Ralph Nelson
  - God Told Me To, regia di Larry Cohen
  - L'uomo che cadde sulla Terra (The Man Who Fell to Earth), regia di Nicolas Roeg
  - Quinto potere (Network), regia di Sidney Lumet
  - Solaris, regia di Andrej Tarkovskij
- 1978
  - Guerre stellari (Star Wars), regia di George Lucas
  - Incontri ravvicinati del terzo tipo (Close Encounters of the Third Kind), regia di Steven Spielberg
  - Generazione Proteus (Demon Seed), regia di Donald Cammell
  - L'isola del dr. Moreau (The Island of Dr. Moreau), regia di Don Taylor
  - Ultimi bagliori di un crepuscolo (Twilight's Last Gleaming), regia di Robert Aldrich
- 1979
  - Superman, regia di Richard Donner
  - I ragazzi venuti dal Brasile (The Boys from Brazil), regia di Franklin J. Schaffner
  - Capricorn One, regia di Peter Hyams
  - Il gatto venuto dallo spazio (The Cat from Outer Space), regia di Norman Tokar
  - Terrore dallo spazio profondo (Invasion of the Body Snatchers), regia di Philip Kaufman

### Anni 1980
- 1980
  - Alien, regia di Ridley Scott
  - The Black Hole - Il buco nero (The Black Hole), regia di Gary Nelson
  - Moonraker - Operazione spazio (Moonraker), regia di Lewis Gilbert
  - Star Trek (Star Trek: The Motion Picture), regia di Robert Wise
  - L'uomo venuto dall'impossibile (Time After Time), regia di Nicholas Meyer
- 1981
  - L'Impero colpisce ancora (Star Wars V - The Empire Strikes Back), regia di Irvin Kershner
  - Stati di allucinazione (Altered States), regia di Ken Russell
  - I magnifici sette nello spazio (Battle Beyond the Stars), regia di Jimmy T. Murakami
  - Countdown dimensione zero (The Final Countdown), regia di Don Taylor
  - Flash Gordon, regia di Mike Hodges
- 1982
  - Superman II, regia di Richard Lester
  - 1997: Fuga da New York (Escape from New York), regia di John Carpenter
  - Heartbeeps, regia di Allan Arkush
  - Heavy Metal, regia di Gerald Potterton
  - Atmosfera zero (Outland), regia di Peter Hyams
- 1983
  - E.T. l'extra-terrestre (E.T.: The Extra-Terrestrial), regia di Steven Spielberg
  - Blade Runner, regia di Ridley Scott
  - Endangered Species, regia di Alan Rudolph
  - Star Trek II - L'ira di Khan (Star Trek II: The Wrath of Khan), regia di Nicholas Meyer
  - Tron, regia di Steven Lisberger
- 1984
  - Il ritorno dello Jedi (Star Wars: Episode VI - Return of the Jedi), regia di Richard Marquand
  - Tuono blu (Blue Thunder), regia di John Badham
  - Brainstorm - Generazione elettronica (Brainstorm), regia di Douglas Trumbull
  - Strange Invaders, regia di Michael Laughlin
  - Wargames - Giochi di guerra (WarGames), regia di John Badham
- 1985
  - Terminator (The Terminator), regia di James Cameron
  - Dune, regia di David Lynch
  - Starman, regia di John Carpenter
  - 2010 - L'anno del contatto (2010), regia di Peter Hyams
  - Star Trek III - Alla ricerca di Spock (Star Trek III: The Search for Spock), regia di Leonard Nimoy
- 1986
  - Ritorno al futuro (Back to The Future), regia di Robert Zemeckis
  - Cocoon - L'energia dell'universo (Cocoon), regia di Ron Howard
  - Il mio nemico (Enemy Mine), regia di Wolfgang Petersen
  - Mad Max oltre la sfera del tuono (Mad Max Beyond Thunderdome), regia di George Miller e George Ogilvie
  - 007 - Bersaglio mobile (A View to a Kill), regia di John Glen
- 1987
  - Aliens - Scontro finale (Aliens), regia di James Cameron
  - Navigator (Flight of the Navigator), regia di Randal Kleiser
  - Peggy Sue si è sposata (Peggy Sue Got Married), regia di Francis Ford Coppola
  - Corto circuito (Short Circuit), regia di John Badham
  - Rotta verso la Terra (Star Trek IV: The Voyage Home), regia di Leonard Nimoy
- 1988
  - RoboCop, regia di Paul Verhoeven
  - L'alieno (The Hidden), regia di Jack Sholder
  - Salto nel buio (Innerspace), regia di Joe Dante
  - I dominatori dell'universo (Masters of the Universe), regia di Gary Goddard
  - Predator, regia di John McTiernan
  - L'implacabile (The Running Man), regia di Paul Michael Glaser

### Anni 1990
- 1990
  - Alien Nation, regia di Graham Baker
  - Blob - Il fluido che uccide (The Blob), regia di Chuck Russell
  - Cocoon - Il ritorno (Cocoon: The Return), regia di Daniel Petrie
  - Ho sposato un'aliena (My Stepmother Is an Alien), regia di Richard Benjamin
  - Corto circuito 2 (Short Circuit 2), regia di Kenneth Johnson
  - Essi vivono (They Live), regia di John Carpenter
- 1991
  - Atto di forza (Total Recall), regia di Paul Verhoeven
  - The Abyss, regia di James Cameron
  - Ritorno al futuro - Parte II (Back to the Future Part II), regia di Robert Zemeckis
  - Ritorno al futuro - Parte III (Back to the Future Part III), regia di Robert Zemeckis
  - Bill & Ted's Excellent Adventure, regia di Stephen Herek
  - Linea mortale (Flatliners), regia di Joel Schumacher
  - Tesoro, mi si sono ristretti i ragazzi (Honey, I Shrunk the Kids), regia di Joe Johnston
  - RoboCop 2, regia di Irvin Kershner
  - Tremors, regia di Ron Underwood
- 1992
  - Terminator 2 - Il giorno del giudizio (Terminator 2: Judgment Day), regia di James Cameron
  - Frankenstein oltre le frontiere del tempo (Frankenstein Unbound), regia di Roger Corman
  - Timescape, regia di David Twohy
  - La banda dei Rollerboys (Prayer of the Rollerboys), regia di Rick King
  - Predator 2, regia di Stephen Hopkins
  - Le avventure di Rocketeer (The Rocketeer), regia di Joe Johnston
- 1993
  - Rotta verso l'ignoto (Star Trek VI: The Undiscovered Country), regia di Nicholas Meyer
  - Alien³, regia di David Fincher
  - Freejack - In fuga nel futuro (Freejack), regia di Geoff Murphy
  - Tesoro, mi si è allargato il ragazzino (Honey, I Blew Up the Kid), regia di Randal Kleiser
  - Il tagliaerbe (The Lawnmower Man), regia di Brett Leonard
  - Avventure di un uomo invisibile (Memoirs of an Invisible Man), regia di John Carpenter
- 1994
  - Jurassic Park, regia di Steven Spielberg
  - Demolition Man, regia di Marco Brambilla
  - Bagliori nel buio (Fire in the Sky), regia di Robert Lieberman
  - 2013 - La fortezza (Fortress), regia di Stuart Gordon
  - Il migliore amico dell'uomo (Man's Best Friend), regia di John Lafia
  - The Meteor Man, regia di Robert Townsend
  - RoboCop 3, regia di Fred Dekker
- 1995
  - Stargate, regia di Roland Emmerich
  - Ultracorpi - L'invasione continua (Body Snatchers), regia di Abel Ferrara
  - Fuga da Absolom (No Escape), regia di Martin Campbell
  - Il terrore dalla sesta luna (The Puppet Masters), regia di Stuart Orme
  - Generazioni (Star Trek: Generations), regia di David Carson
  - Street Fighter - Sfida finale (Street Fighter), regia di Steven E. de Souza
  - Timecop - Indagine dal futuro (Timecop), regia di Peter Hyams
- 1996
  - L'esercito delle 12 scimmie (12 Monkeys), regia di Terry Gilliam
  - Congo, regia di Frank Marshall
  - Dredd - La legge sono io (Judge Dredd), regia di Danny Cannon
  - Virus letale (Outbreak), regia di Wolfgang Petersen
  - Specie mortale (Species), regia di Roger Donaldson
  - Strange Days, regia di Kathryn Bigelow
  - Waterworld, regia di Kevin Reynolds
- 1997
  - Independence Day, regia di Roland Emmerich
  - Fuga da Los Angeles (Escape from L.A.), regia di John Carpenter
  - L'isola perduta (The Island of Dr. Moreau), regia di John Frankenheimer
  - Mars Attacks!, regia di Tim Burton
  - Mystery Science Theater 3000: The Movie, regia di Jim Mallon
  - Primo contatto (Star Trek: First Contact), regia di Jonathan Frakes
- 1998
  - Men in Black, regia di Barry Sonnenfeld
  - Alien - La clonazione (Alien Resurrection), regia di Jean-Pierre Jeunet
  - Contact, regia di Robert Zemeckis
  - Il quinto elemento (Le cinquième élément), regia di Luc Besson
  - L'uomo del giorno dopo (The Postman), regia di Kevin Costner
  - Starship Troopers - Fanteria dello spazio (Starship Troopers), regia di Paul Verhoeven
- 1999
  - Armageddon - Giudizio finale (Armageddon), regia di Michael Bay
  - Dark City, regia di Alex Proyas
  - Deep Impact, regia di Mimi Leder
  - Lost in Space - Perduti nello spazio (Lost in Space), regia di Stephen Hopkins
  - Star Trek - L'insurrezione (Star Trek: Insurrection), regia di Jonathan Frakes
  - X-Files - Il film (The X-Files), regia di Rob S. Bowman

### Anni 2000
- 2000
  - Matrix (The Matrix), regia di Larry e Andy Wachowski
  - Star Wars: Episodio I - La minaccia fantasma (Star Wars: Episode I - The Phantom Menace), regia di George Lucas
  - Il tredicesimo piano (The Thirteenth Floor), regia di Josef Rusnak
  - eXistenZ, regia di David Cronenberg
  - Galaxy Quest, regia di Dean Parisot
  - Pitch Black, regia di David Twohy
- 2001
  - X-Men, regia di Bryan Singer
  - Il sesto giorno (The 6th Day), regia di Roger Spottiswoode
  - The Cell - La cellula (The Cell), regia di Tarsem Singh
  - L'uomo senza ombra (Hollow Man), regia di Paul Verhoeven
  - Space Cowboys, regia di Clint Eastwood
  - Titan A.E., regia di Don Bluth
- 2002
  - A.I. - Intelligenza artificiale (A.I. Artificial Intelligence), regia di Steven Spielberg
  - Jurassic Park III, regia di Joe Johnston
  - Lara Croft: Tomb Raider, regia di Simon West
  - The One, regia di James Wong
  - Planet of the Apes - Il pianeta delle scimmie (Planet of the Apes), regia di Tim Burton
  - Vanilla Sky, regia di Cameron Crowe
- 2003
  - Minority Report, regia di Steven Spielberg
  - Men in Black II, regia di Barry Sonnenfeld
  - Signs, regia di M. Night Shyamalan
  - Solaris, regia di Steven Soderbergh
  - Star Trek - La nemesi (Star Trek: Nemesis), regia di Stuart Baird
  - Star Wars: Episodio II - L'attacco dei cloni (Star Wars: Episode II - Attack of the Clones), regia di George Lucas
- 2004
  - X-Men 2 (X2), regia di Bryan Singer
  - Hulk, regia di Ang Lee
  - Tomb Raider - La culla della vita (Lara Croft Tomb Raider: The Cradle of Life), regia di Jan de Bont
  - Matrix Revolutions (The Matrix Revolutions), regia di Andy e Larry Wachowski
  - Paycheck, regia di John Woo
  - Terminator 3 - Le macchine ribelli (Terminator 3: Rise of the Machines), regia di Jonathan Mostow
- 2005
  - Se mi lasci ti cancello (Eternal Sunshine of the Spotless Mind), regia di Michel Gondry
  - The Butterfly Effect, regia di Eric Bress e J. Mackye Gruber
  - The Day After Tomorrow - L'alba del giorno dopo (The Day After Tomorrow), regia di Roland Emmerich
  - The Forgotten, regia di Joseph Ruben
  - Io, Robot (I, Robot), regia di Alex Proyas
  - Sky Captain and the World of Tomorrow, regia di Kerry Conran
- 2006
  - Star Wars: Episodio III - La vendetta dei Sith (Star Wars: Episode III - Revenge of the Sith), regia di George Lucas
  - I Fantastici 4 (Fantastic Four), regia di Tim Story
  - The Island, regia di Michael Bay
  - The Jacket, regia di John Maybury
  - Serenity, regia di Joss Whedon
  - La guerra dei mondi (War of the Worlds), regia di Steven Spielberg
- 2007
  - I figli degli uomini (Children of Men), regia di Alfonso Cuarón
  - Déjà vu - Corsa contro il tempo (Déjà Vu), regia di Tony Scott
  - The Fountain - L'albero della vita (The Fountain), regia di Darren Aronofsky
  - The Prestige, regia di Christopher Nolan
  - V per Vendetta (V for Vendetta), regia di James McTeigue
  - X-Men - Conflitto finale (X-Men: The Last Stand), regia di Brett Ratner
- 2008
  - Cloverfield, regia di Matt Reeves
  - I Fantastici 4 e Silver Surfer (Fantastic Four: Rise of the Silver Surfer), regia di Tim Story
  - Io sono leggenda (I Am Legend), regia di Francis Lawrence
  - Mimzy - Il segreto dell'universo (The Last Mimzy), regia di Robert Shaye
  - Sunshine, regia di Danny Boyle
  - Transformers, regia di Michael Bay
- 2009
  - Iron Man, regia di Jon Favreau
  - Ultimatum alla Terra (The Day the Earth Stood Still), regia di Scott Derrickson
  - Eagle Eye, regia di D.J. Caruso
  - L'incredibile Hulk (The Incredible Hulk), regia di Louis Leterrier
  - Indiana Jones e il regno del teschio di cristallo (Indiana Jones and the Kingdom of the Crystal Skull), regia di Steven Spielberg
  - Jumper - Senza confini (Jumper), regia di Doug Liman

### Anni 2010
- 2010
  - Avatar, regia di James Cameron
  - Codice Genesi (The Book of Eli), regia di Albert e Allen Hughes
  - Segnali dal futuro (Knowing), regia di Alex Proyas
  - Moon, regia di Duncan Jones
  - Star Trek, regia di J. J. Abrams
  - Transformers - La vendetta del caduto (Transformers: Revenge of the Fallen), regia di Michael Bay
  - X-Men le origini - Wolverine (X-Men Origins: Wolverine), regia di Gavin Hood
- 2011
  - Inception, regia di Christopher Nolan
  - Hereafter, regia di Clint Eastwood
  - Iron Man 2, regia di Jon Favreau
  - Non lasciarmi (Never Let Me Go), regia di Mark Romanek
  - Splice, regia di Vincenzo Natali
  - Tron: Legacy, regia di Joseph Kosinski
- 2012
  - L'alba del pianeta delle scimmie (Rise of the Planet of the Apes), regia di Rupert Wyatt
  - I guardiani del destino (The Adjustment Bureau), regia di George Nolfi
  - Captain America - Il primo Vendicatore (Captain America: The First Avenger), regia di Joe Johnston
  - Limitless, regia di Neil Burger
  - Super 8, regia di J. J. Abrams
  - X-Men - L'inizio (X-Men: First Class), regia di Matthew Vaughn
- 2013
  - The Avengers, regia di Joss Whedon
  - Chronicle, regia di Josh Trank
  - Cloud Atlas, regia di Lana e Lilly Wachowski
  - Hunger Games (The Hunger Games), regia di Gary Ross
  - Looper, regia di Rian Johnson
  - Prometheus, regia di Ridley Scott
- 2014
  - Gravity, regia di Alfonso Cuarón
  - Ender's Game, regia di Gavin Hood
  - Hunger Games: La ragazza di fuoco (The Hunger Games: Catching Fire), regia di Francis Lawrence
  - Pacific Rim, regia di Guillermo del Toro
  - Riddick, regia di David Twohy
  - Into Darkness - Star Trek (Star Trek Into Darkness), regia di J. J. Abrams
- 2015[2]
  - Interstellar, regia di Christopher Nolan
  - Apes Revolution - Il pianeta delle scimmie (Dawn of the Planet of the Apes), regia di Matt Reeves
  - Edge of Tomorrow - Senza domani (Edge of Tomorrow), regia di Doug Liman
  - Godzilla, regia di Gareth Edwards
  - Hunger Games: Il canto della rivolta - Parte 1 (The Hunger Games: Mockingjay – Part 1), regia di Francis Lawrence
  - The Zero Theorem - Tutto è vanità (The Zero Theorem), regia di Terry Gilliam
- 2016[3]
  - Star Wars - Il risveglio della Forza (Star Wars: The Force Awakens), regia di J. J. Abrams
  - Ex Machina, regia di Alex Garland
  - Jurassic World, regia di Colin Trevorrow
  - Mad Max: Fury Road, regia di George Miller
  - Sopravvissuto - The Martian (The Martian), regia di Ridley Scott
  - Terminator Genisys, regia di Alan Taylor
- 2017[4]
  - Rogue One: A Star Wars Story, regia di Gareth Edwards
  - Arrival, regia di Denis Villeneuve
  - Independence Day - Rigenerazione (Independence Day: Resurgence), regia di Roland Emmerich
  - Midnight Special, regia di Jeff Nichols.
  - Passengers, regia di Morten Tyldum
  - Star Trek Beyond, regia di Justin Lin
- 2018[5]
  - Blade Runner 2049, regia di Denis Villeneuve
  - Alien: Covenant, regia di Ridley Scott
  - Life - Non oltrepassare il limite (Life), regia di Daniel Espinosa
  - Star Wars - Gli ultimi Jedi (Star Wars: The Last Jedi), regia di Rian Johnson
  - Valerian e la città dei mille pianeti (Valérian et la Cité des mille planètes), regia di Luc Besson
  - The War - Il pianeta delle scimmie (War for the Planet of the Apes), regia di Matt Reeves
- 2019[6]
  - Ready Player One, regia di Steven Spielberg
  - Alita - Angelo della battaglia (Alita: Battle Angel), regia di Robert Rodriguez
  - Bumblebee, regia di Travis Knight
  - Jurassic World - Il regno distrutto (Jurassic World: Fallen Kingdom), regia di Juan Antonio Bayona
  - Solo: A Star Wars Story, regia di Ron Howard
  - Sorry to Bother You, regia di Boots Riley
  - Upgrade, regia di Leigh Whannell

### Anni 2020
- 2021[7][8]
  - Star Wars - L'ascesa di Skywalker (Star Wars: The Rise of Skywalker), regia di J. J. Abrams
  - Ad Astra, regia di James Gray
  - Gemini Man, regia di Ang Lee
  - Lucy in the Sky, regia di Noah Hawley
  - Tenet, regia di Christopher Nolan
  - Terminator - Destino oscuro (Terminator: Dark Fate), regia di Tim Miller

- 2022
  - Nope, regia di Jordan Peele
  - Crimes of the Future, regia di David Cronenberg
  - Dune, regia di Denis Villeneuve
  - Free Guy - Eroe per gioco (Free Guy), regia di Shawn Levy
  - Godzilla vs. Kong, regia di Adam Wingard
  - Jurassic World - Il dominio (Jurassic World Dominion), regia di Colin Trevorrow

- 2024
  - Avatar - La via dell'acqua (Avatar: The Way of Water), regia di James Cameron
  - The Creator, regia di Gareth Edwards
  - Megan, regia di Gerard Johnstone
  - Prey, regia di Dan Trachtenberg
  - Transformers - Il risveglio (Transformers: Rise of the Beasts), regia di Steven Caple Jr.